# Acrotylaceae
Acrotylaceae, porodica crvenih alga, dio reda Gigartinales. Postoji pet priznatih vrsta u čertiri roda

## Rodovi
1. Acrotylus J.Agardh 2
2. Hennedya Harvey   1
3. Ranavalona Kraft   1
4. Reinboldia F.Schmitz  1